# Арієллі
Арієллі (італ. Arielli) — муніципалітет в Італії, у регіоні Абруццо,  провінція К'єті.
Арієллі розташоване на відстані близько 160 км на схід від Рима, 80 км на схід від Л'Аквіли, 15 км на південний схід від К'єті.
Населення — 1151 особа (2014).
Щорічний фестиваль відбувається 29 вересня. Покровитель — святий Архангел Михаїл.

## Демографія
Населення за роками:

Станом на 1 січня 2023 року в муніципалітеті офіційно проживали 63 іноземці з 14 країн, серед них 31 громадянин країн Євросоюзу та 8 громадян України.

## Сусідні муніципалітети
- Каноза-Санніта
- Креккьо
- Орсонья
- Поджофьорито